# Regiunea Maekel
Regiunea Maekel (Centrală) este una dintre cele 6 unități administrativ-teritoriale de gradul I ale Eritreei. Reședința sa este orașul Asmara, care este și capitala statului.